# کاتاکاماس
کاتاکاماس (به اسپانیایی: Catacamas) یک منطقهٔ مسکونی در هندوراس است که در استان اولانچو واقع شده‌است. کاتاکاماس ۷٬۱۷۳٫۸۹ کیلومتر مربع مساحت و ۱۲۲٬۱۸۵ نفر جمعیت دارد و ۴۵۰ متر بالاتر از سطح دریا واقع شده‌است.